# أسماء أبو ربيع
أسماء أبو ربيع، لاعبة المنتخب الأردني للرماية، بدأت مسيرتها في عام 2012 وفي نفس العام انضمت إلى صفوف المنتخب الأردنيز تشارك أسماء أبو ربيع في أولمبياد طوكيو 2020 ضمن تخصص المسدس الهوائي - 10 متر.

## التأهل إلى أولمبياد طوكيو
أعلن الاتحاد الدولي للرماية يوم 17 يونيو 2021 عن منح الأردن مقعداً في منافسات المسدس الهوائي 10 متر على مستوى السيدات بدورة الألعاب الأولمبية المقبلة، وقرر الاتحاد الملكي الأردني للرماية منح بطاقة المشاركة الأولمبية للاعبة المنتخب، أسماء أبو ربيع، وذلك بالنظر لانجازاتها والأرقام التي سجلتها خلال مشاركاتها الدولية الماضية.
تعتبر هذه هي المرة الأولى منذ أولمبياد سيدني عام 2000 التي يتأهل فيها لاعب أردني إلى منافسات الرماية بالألعاب الأولمبية وكانت رياضة الرماية هي أول رياضة مثلت الأردن في الألعاب الأولمبية خلال المشاركة الأولى بأولمبياد موسكو 1980.

## أبرز انجازاتها
توجت أسماء أبو ربيع بالمركز الأول في بطولات المملكة من عام 2016 إلى 2019 في المسدس الهوائي - 10 متر ونالت في عام 2019 الميدالية البرونزية في البطولة العربية وتوجت بفضية الفرق بالبطولة العربية مرتين عامي 2014 و2019.

## روابط خارجية
- أسماء أبو ربيع على موقع أوليمبيديا (الإنجليزية)